# Ensuès-la-Redonne
Ensuès-la-Redonne település Franciaországban, Bouches-du-Rhône megyében. Lakosainak száma 5796 fő (2022. január 1.). Ensuès-la-Redonne Carry-le-Rouet, Châteauneuf-les-Martigues, Gignac-la-Nerthe és Le Rove községekkel határos.

## Népesség
A település népességének változása:
| Lakosok száma | 1192 | 2204 | 3029 | 5096 | 5365 | 5467 | 5484 | 5783 | 5739 | 5796 |
|               | 1968 | 1982 | 1990 | 2006 | 2013 | 2015 | 2017 | 2019 | 2020 | 2022 |